# Curro Sánchez
Francisco José Sánchez Rodríguez  (La Palma del Condado, 3 januari 1996) is een Spaans voetballer die bij voorkeur als vleugelspeler speelt. Hij stroomde in 2015 door vanuit de jeugd van Sevilla.

## Clubcarrière
Curro sloot zich op elfjarige leeftijd aan in de jeugdacademie van Sevilla. In februari 2015 verlengde hij zijn contract tot 2017. Op 17 april 2016 debuteerde de vleugelspeler in de Primera División tegen Deportivo la Coruña. Hij viel in de tweede helft in voor Fernando Llorente. Op 1 mei 2016 kreeg Curro zijn eerste basisplaats in de uitwedstrijd tegen RCD Espanyol.

## Interlandcarrière
Curro kwam reeds uit voor diverse Spaanse nationale jeugdteams. In 2013 debuteerde hij in Spanje –19.